# Loïc Perrin
Loïc Perrin (nascut el 7 d'agost de 1985) és un futbolista professional francès que juga com a central per l'AS Saint-Étienne de la Ligue 1 amb el qual ha guanyat la Copa de la lliga francesa la temporada 2012–13.
El 6 de novembre de 2014, Perrin fou convocat pel seleccionador francès Didier Deschamps per formar part de la llista de 23 per jugar amistosos contra Albània i Suècia. Fou convocat novament el 9 de novembre de 2015 en substitució del lesionat Mamadou Sakho pels enfrontaments també amistosos contra Alemanya i Anglaterra.